# Fumu
A fumu hagyományosan egyedülálló, baba alakot formázó fonott kalács, mely a Göcsej a Hetés és a Muravidék területein vált elterjedtté. A sütemény eredeti, XV. századi formája a fumoly ünnepi alkalmakra előírt jobbágyszolgáltatás volt, mely bizonyítja, hogy a fumu a térség falusi társadalmának gasztronómiájában, néphagyományában már évszázadokon át aktívan jelen volt. A népszokás szerint lakodalmak, keresztelők és születések alkalmával, ezzel ajándékozták meg a gyermekágyas asszonyokat és családjukat a keresztszülők, a rokonok és a barátok, akik a gyermeknagyságú kaláccsal keresztelőt imitáltak, parodizáltak, majd a felvágott fumut szétosztották az esemény résztvevői között, ezzel kifejezve a nagycsalád összetartozását. A XX. század elejétől a fumu készítésének hagyománya letűnőfélben van, mellyel már csak elvétve, néhány zárt zalai és vasi faluban találkozhatunk.

## A fumu elkészítése
Mivel a kalács az újszülöttet szimbolizálja és formázza, ezért fontos, hogy a fumu formája nagyjából megközelítse egy csecsemő tényleges méreteit. Ebből adódóan a jól elkészített fumu sütés utáni magassága 9-12 cm, hosszúsága 43-45 cm, szélessége pedig 26-30 cm. A kalács tésztája 2-3 kg búza finomlisztből, 8-10 tojásból valamint tej, zsír, cukor és élesztő hozzáadásával készül el. Az elkészült tésztát három részre osztják, majd mindegyiket különböző töltelékkel (mák, dió, alma, aszalt gyümölcsök, lekvár) töltik meg, mint a bejglit, majd az így kapott három rudat egybe összefonják, mely a fumu alját fogja képezni. A fej elkészítéséhez egy kör alakú cipót töltenek meg hasonlóan az előbbiekhez, melyet a fonott alsó rész tetejére helyeznek rá. Ezután a díszítés következik, melynek során a fumu elnyeri végső formáját a különböző testrészek (szem, fül, orr, száj) és a pólya díszítőelemeinek elhelyezésével. Végezetül az egész kalácsot tojással kenik be, hogy a kemencében szép barnára, aranysárgára piruljon meg. A sütés 200 fokon, körülbelül 45-50 percig tart. Az így elkészült fumut magában, vagy lekvárral szokták fogyasztani.